# Ganiveteria Roca
La Ganiveteria Roca és un establiment situat a la plaça del Pi de Barcelona, catalogat com a establiment de gran interès (categoria E1).

## Història
La ganiveteria va ser fundada el 1911 i es inaugurar en aquest emplaçament el 1916 per Ramon Roca i Santamaria, natural de Cardona i provinent d'una família de ferrers per part de mare. Va aprendre l'ofici familiar i anà a formar-se, primer a Solingen i, posteriorment, a Nogent, prop de París. Finalment, va retornar a Catalunya amb la voluntat d'aplicar les noves tècniques que havia après i modernitzar el sector. Per això, es va fer portar una enclusa que encara es conserva per a poder treballar el metall. Actualment encara conserven un espai per a fer el manteniment dels productes i poder esmolar.
El negoci ha anat passant de generació en generació, tot superant els anys difícils de la postguerra per la falta de proveïdors de material. L'any 2000, la botiga va passar a mans d'una societat anònima formada per diversos ganiveters, que han continuat el negoci.

## Descripció
L'establiment ocupa tota la planta baixa a l'esquerra de la porta de la Casa del Gremi de Revenedors. L'exterior de la botiga té una gran estructura de fusta disposada a partir de la zona de sòcol format per ceràmica vidriada amb rajoles blanques i altres amb motius florals. El local té tres grans aparadors, cinc vitrines i una porta d'accés de dos fulls, flanquejada per aparadors amb vidre corb. Pel que fa a la porta, aquesta té l'estructura de fusta, el tirador metàl·lic decorat fins al plafó inferior, la part superior té un vidre de forma ovalada fins al tancament dels dos fulls en una targeta contínua. L'establiment mostra, a través dels cinc aparadors, molts dels productes que tenen a la venda formant així un gran mostrari vertical dividit per la tipologia i profunditats dels objectes. Pel que fa a les llindes, dues són en forma d'arc escarser i la resta són rectes. A sobre el nivell de la llinda es disposa un calaix decorat amb talla de motius florals i els cantells motllurats que emmarquen un cartell de vidre esgrafiat amb el nom de la botiga. A sota d'aquest calaix hi ha una altra superfície de fusta amb diversos rètols informant del negoci: «Ganiveteria», «Josep Roca» i «Taller d'esmolar». A terra, just davant de la porta en un marbre hi ha inscrit «Casa de confiança».
L'interior de la botiga conserva el mobiliari original que ocupa bona part de l'espai perimetral, tot decorat amb talla de motius corbs i florals. La part inferior disposa d'armaris i calaixos i la superior de vitrines fins al sostre. També consta de dos llargs taulells amb vidre a la superfície per a mostrar els productes a la venda i les potes amb decoracions de ferro forjat al nivell del reposa peus. A la part del mur de façana hi ha un moble que conté la caixa enregistradora separant els clients del venedor per unes targes. Tots els mobles es van fer a mida dissenyada pel mateix Ramon Roca, sobre les botigues que havia vist a altres països com Itàlia, Alemanya o França. Els va encarregar al fuster Viñoli, que estava ubicat a un taller al carrer de la Palla. Segons Cirici, el resultat d'aquesta operació van ser uns mobles de "temes secessionistes de l'arc sinuós i l'escarser, de l'oval, de les garlandes i de les sanefes de flors geometritzades".